# フランシスコ・シャビエル・ド・アマラル
フランシスコ・シャビエル・ド・アマラル（Francisco Xavier do Amaral、1937年12月3日 - 2012年3月6日）は、東ティモールの政治家。ティモール社会民主協会（ASDT）党首。国民議会議員。

## 人物
アイレウ地方トゥリスカイのマヌファヒ県フルル村の領主（リウライ）の家系に生まれる。高校教師ののち、1974年のフレティリン創設に参加。フレティリンの初代党首であり、1975年11月28日、ポルトガルからの一方的な独立宣言の時に宣誓をして「大統領」となった。
1976年、インドネシアが東ティモールに侵攻すると山中での抵抗運動を行うが、1977年インドネシアとの対話を主張し党首を解任され追放された。その後、インドネシア軍の交渉役をするが、フレティリン中央委員会に拘束される。
1978年8月、再び追放され、インドネシア軍に即座に拘束され、最初はバリ島に、1983年から1999年のインドネシア軍の撤退までジャカルタに軟禁される。東ティモールに戻り、2000年、ASDTを創設し党首となる。彼が東ティモールでも伝統を重んじる地方のリウライの家系である為、アイレウ、アイナロ、マヌファヒで安定した地盤を持つ。
2001年の制憲議会選挙でASDTは、6議席を獲得。2007年の大統領選挙に立候補し14.39％の票を獲得。直後に行われた国民議会選挙で社会民主党（PSD）と連合を組み11議席を獲得した。
2012年3月6日、病気のためディリの病院で死去。74歳没。